# Elecciones a la Asamblea de la Isla Nieves de 1983
Las elecciones a la Asamblea de la Isla Nieves de 1983 tuvieron lugar el 23 de agosto del mencionado año con el objetivo de elegir a los tres integrantes electos de la Asamblea, que junto a otros seis miembros designados asumirían como poder legislativo autónomo de la isla para el período 1983-1988. Se trató de las primeras elecciones para el cuerpo de reciente creación, que ejercería funciones a partir de la independencia de la Federación de San Cristóbal y Nieves del Reino Unido a partir del 19 de septiembre siguiente (menos de un mes después de los comicios).
El Partido Reformista de Nieves (NRP), liderado por Simeon Daniel se había consolidado a partir de 1975 como la fuerza política dominante de la isla frente a los partidos con sede en San Cristóbal y casi sin competencia interna. Los partidos nacionales no disputaron la elección local, siguiendo un acuerdo entre el gobernante Movimiento de Acción Popular (con quien el NRP sostenía una coalición) y la debilidad del opositor Partido Laborista de San Cristóbal y Nieves. De este modo, el NRP se presentó a los comicios casi sin oposición, configurándose solo el Partido Independiente de Nieves (NIP) bajo el liderazgo de Theodore «Ted» Hobson, que disputó las tres circunscripciones y fue el único rival de los reformistas.
Los comicios vieron al NRP obtener una victoria casi unánime, logrando el 94,39% de los votos válidamente emitidos contra el 5,61% del NIP, imponiéndose por abrumadora mayoría en las tres circunscripciones. La participación electoral fue del 58,17% del electorado registrado, lo que reflejó una abstención relativamente alta. El 19 de septiembre, San Cristóbal y Nieves se independizó del Reino Unido bajo un sistema federal y, siguiendo los lineamientos de la nueva constitución, Daniel fue juramentado como Premier de Nieves.

## Sistema electoral
A partir de la independencia el 19 de septiembre de 1983, la Isla Nieves pasaría a formar parte de la Federación de San Cristóbal y Nieves, la federación más pequeña del mundo y un sistema federal atípico en el que Nieves gozaría de importante autonomía mientras que el gobierno central se ubica en la más grande isla de San Cristóbal, que no tendría administración local propia. Como una democracia parlamentaria basada en el sistema Westminster, la Administración de la Isla Nieves se compondría de una Asamblea local electa y un gabinete encabezado por un Premier responsable ante la misma. La Asamblea tendría inicialmente seis escaños, de los cuales tres serían elegidos directamente por la población por medio de escrutinio mayoritario uninominal. De cara a las elecciones de 1983, se emplearon tres circunscripciones electorales (una para la parroquia de Saint George Gingerland, una para las parroquias de Saint Paul Charlestown y Saint John Figtree, y otra para las parroquias de Saint James Windward y Saint Thomas Lowland). Cada una de estas circunscripciones elegiría un miembro de la Asamblea por voto directo a simple mayoría de votos, con un mandato máximo de cinco años. El líder del partido que lograra la confianza de dos miembros electos asumiría como Premier de Nieves. De ocupar el escaño restante un representante de un partido que no formara parte del gobierno, este asumiría como líder de la Oposición. Los otros tres miembros de la Asamblea serían designados después de la elección por el Gobernador general de San Cristóbal y Nieves, dos a propuesta del Premier y uno a propuesta del líder de la Oposición.

## Resultados

### Nivel general
|  | 94.39 % |

|  | 5.61 % |

|  | 99.48 % |

|  | 0.53 % |

|  | 100.00 % |

|  | 58.17 % |

### Resultados por circunscripción
|  | 91.12 % |

|  | 8.88 % |

|  | 99.77 % |

|  | 0.23 % |

|  | 100.00 % |

|  | 55.14 % |

|  | 93.27 % |

|  | 6.73 % |

|  | 98.60 % |

|  | 1.40 % |

|  | 100.00 % |

|  | 54.68 % |

|  | 97.21 % |

|  | 2.79 % |

|  | 100.00 % |

|  | 0.00 % |

|  | 100.00 % |

|  | 63.51 % |